# 扁角格菱
扁角格菱（学名：Trapa pseudoincisa var. complana）是千屈菜科菱属格菱的变种。分布于中国大陆的湖北等地，属中国原产的植物（非从国外引种）。